# Claudio Corti (cyclisme)
Pour les articles homonymes, voir Claudio Corti.
Claudio Corti, né le 1er mars 1955 à Bergame en Lombardie, est un coureur cycliste italien, devenu, à l'issue de sa carrière, directeur sportif, notamment des équipes Barloworld et Colombia.
Son fils Marco a également été cycliste professionnel.

## Palmarès

### Palmarès amateur
- 1973
  - 2e de Rho-Levo
  - 3e de la Coppa d'Inverno
- 1974
  - Trofeo Silvio Frigerio
  - 3e du Giro dei Tre Laghi
  - 3e du Trofeo Industria e Commercio Alta Brianza
- 1975
  - 3e étape du Tour de la Vallée d'Aoste
  - Settimana Internazionale della Brianza
  - 3e du Trofeo Industria e Commercio Alta Brianza
- 1976
  - 2e du championnat d'Italie sur route amateurs
- 1977
  -  Champion du monde sur route amateurs
  - Baby Giro :
    - Classement général
    - 4e étape

  - Tour du Frioul-Vénétie julienne
  - Trofeo Salvatore Morucci
  - Giro dei Tre Laghi
  - 1re étape du Grand Prix Guillaume Tell
  - Coppa Città di San Daniele
  - 2e du Tour des régions italiennes
  - 2e du Grand Prix Guillaume Tell
  - 3e de la Coppa Fiera di Mercatale

### Palmarès professionnel
- 1980
  - Tour du Frioul
- 1982
  - 10e du Championnat de Zurich
- 1984
  - Tour du Frioul
  -  Médaillé d'argent au championnat du monde sur route
  - 3e de la Coppa Sabatini
  - 3e de la Coppa Agostoni
  - 3e du Tour de Vénétie
  - 3e du Mémorial Nencini
- 1985
  -  Champion d'Italie sur route (Tour de Vénétie)
  - Trophée Melinda
  - Tour de Romagne
  - 2e de la Coppa Agostoni
  - 2e du Tour d'Émilie
  - 3e du Trophée Matteotti
  - 6e du Tour de Lombardie
- 1986
  -  Champion d'Italie sur route
  - Tour de Toscane
  - Grand Prix de la ville de Camaiore
  - 2e du Tour du Frioul
  - 2e de Milan-Vignola
  - 2e de la Coppa Bernocchi
  - 5e du Tour d'Italie
- 1987
  - Tour du Trentin :
    - Classement général
    - 2e étape
- 1988
  - Coppa Sabatini

## Résultats sur les grands tours

### Tour de France
1 participation
- 1987 : non partant (11e étape)

### Tour d'Italie
12 participations
- 1978 : 30e
- 1979 : 28e
- 1980 : 34e
- 1981 : 67e
- 1982 : 60e
- 1983 : 109e
- 1984 : 97e
- 1985 : non-partant (17e étape)
- 1986 : 5e
- 1987 : non-partant (20e étape)
- 1988 : 54e
- 1989 : 95e

### Tour d'Espagne
1 participation
- 1985 : 54e